# Heracles Almelo in het seizoen 2013/14
In het seizoen 2013/2014 komt Heracles Almelo uit in de Nederlandse Eredivisie.
Heracles Almelo werd in het vorige seizoen van de Eredivisie twaalfde en handhaafde zich daardoor in deze competitie. Het seizoen werd geopend op 4 augustus 2013 tegen Vitesse.

## Selectie
| Nr.           | Nat.               | Naam                 | Geb. dat.  | Contract | Vorige club         |         |         |         |         |         |         |
| Keepers       | Keepers            | Keepers              | Keepers    | Keepers  | Keepers             | Keepers | Keepers | Keepers | Keepers | Keepers | Keepers |
| ------------- | ------------------ | -------------------- | ---------- | -------- | ------------------- | ------- | ------- | ------- | ------- | ------- | ------- |
| 1             | Vlag van Nederland | Dennis Telgenkamp    | 09-05-1987 | 2016     | SC Cambuur (huur)   |         |         |         |         |         |         |
| 22            | Vlag van Nederland | Remko Pasveer        | 08-11-1983 | 2014     | Go Ahead Eagles     |         |         |         |         |         |         |
| 25            | Vlag van Nederland | Renze Fij            | 26-09-1992 | 2014     | FC Groningen        |         |         |         |         |         |         |
| 26            | Vlag van Nederland | Michael Brouwer      | 21-01-1993 | 2015     | AGOVV Apeldoorn     |         |         |         |         |         |         |
| Verdedigers   |                    |                      |            |          |                     |         |         |         |         |         |         |
| 2             | Vlag van Nederland | Milano Koenders      | 31-07-1986 | 2015     | NAC Breda           |         |         |         |         |         |         |
| 3             | Vlag van Nederland | Bart Schenkeveld     | 28-08-1991 | 2014     | SBV Excelsior       |         |         |         |         |         |         |
| 4             | Vlag van Nederland | Jeroen Veldmate      | 08-11-1988 | 2015     | Sparta Rotterdam    |         |         |         |         |         |         |
| 24            | Vlag van Nederland | Jens Jurn Streutker  | 23-2-1993  | 2014     | SC Heerenveen       |         |         |         |         |         |         |
| 29            | Vlag van Australië | Jason Davidson       | 29-06-1991 | 2014     | Sporting Covilhã    |         |         |         |         |         |         |
| 30            | Vlag van Nederland | Leon van Dijk        | 09-03-1992 | 2014     | Eigen jeugd         |         |         |         |         |         |         |
| 32            | Vlag van Nederland | Mike te Wierik       | 08-06-1992 | 2014     | Eigen jeugd         |         |         |         |         |         |         |
| Middenvelders |                    |                      |            |          |                     |         |         |         |         |         |         |
| 6             | Vlag van Kroatië   | Dario Vujičević      | 01-04-1990 | 2014     | VVV-Venlo           |         |         |         |         |         |         |
| 8             | Vlag van Nederland | Iliass Bel Hassani   | 16-9-1992  | 2016     | Sparta Rotterdam    |         |         |         |         |         |         |
| 10            | Vlag van Nederland | Thomas Bruns         | 07-01-1992 | 2015     | Eigen jeugd         |         |         |         |         |         |         |
| 14            | Vlag van Nederland | Ben Rienstra         | 05-06-1990 | 2014     | AZ                  |         |         |         |         |         |         |
| 17            | Vlag van Ghana     | Kwame Quansah        | 24-11-1982 | 2014     | AIK Solna           |         |         |         |         |         |         |
| 21            | Vlag van Duitsland | Simon Cziommer       | 06-11-1980 | 2014     | Vitesse             |         |         |         |         |         |         |
| 31            | Vlag van Nederland | Daan Rienstra        | 6-10-1992  | 2015     | ADO '20             |         |         |         |         |         |         |
| 33            | Vlag van Nederland | Joey Belterman       | 18-08-1993 | 2014     | Eigen jeugd         |         |         |         |         |         |         |
| Aanvallers    |                    |                      |            |          |                     |         |         |         |         |         |         |
| 7             | Vlag van Nederland | Mikhail Rosheuvel    | 10-08-1990 | 2014     | AZ                  |         |         |         |         |         |         |
| 9             | Vlag van Ghana     | Matthew Amoah        | 24-10-1980 | 2014     | SC Heerenveen       |         |         |         |         |         |         |
| 11            | Vlag van Nederland | Bryan Linssen        | 08-10-1990 | 2016     | VVV-Venlo           |         |         |         |         |         |         |
| 12            | Vlag van Finland   | Aleksei Kangaskolkka | 29-10-1988 | 2015     | Jönköpings Södra IF |         |         |         |         |         |         |
| 13            | Vlag van Duitsland | Dragan Paljić        | 08-04-1983 | 2014     | Wisła Kraków        |         |         |         |         |         |         |
| 15            | Vlag van Tsjechië  | Jaroslav Navrátil    | 30-15-1991 | 2015     | MSK Břeclav         |         |         |         |         |         |         |
| 18            | Vlag van Duitsland | Mark Uth             | 24-8-1991  | 2014     | SC Heerenveen       |         |         |         |         |         |         |
| 19            | Vlag van Nederland | Oussama Tannane      | 23-03-1994 | 2014     | SC Heerenveen       |         |         |         |         |         |         |
| 20            | Vlag van Nederland | Edwin Gyasi          | 01-07-1991 | 2015     | FC Twente           |         |         |         |         |         |         |

### Transfers

#### In
| Naam                 | Nationaliteit | Positie      | Oude club                 |
| -------------------- | ------------- | ------------ | ------------------------- |
| Matthew Amoah        | Ghana         | Aanvaller    | sc Heerenveen             |
| Michael Brouwer      | Nederland     | Keeper       | AGOVV                     |
| Bryan Linssen        | Nederland     | Aanvaller    | VVV-Venlo                 |
| Dennis Telgenkamp    | Nederland     | Keeper       | SC Cambuur (was verhuurd) |
| Mikhail Rosheuvel    | Nederland     | Verdediger   | AZ (gehuurd)              |
| Mark Uth             | Duitsland     | Aanvaller    | sc Heerenveen (gehuurd)   |
| Jens Jurn Streutker  | Nederland     | Verdediger   | sc Heerenveen (gehuurd)   |
| Iliass Bel Hassani   | Nederland     | Middenvelder | Sparta Rotterdam          |
| Simon Cziommer       | Duitsland     | Middenvelder | Vitesse                   |
| Edwin Gyasi          | Nederland     | Aanvaller    | Twente                    |
| Aleksei Kangaskolkka | Finland       | Aanvaller    | Jönköpings Södra IF       |
| Oussama Tannane      | Marokko       | Aanvaller    | sc Heerenveen             |
| Daan Rienstra        | Nederland     | Middenvelder | ADO '20                   |
| Berry Powel          | Nederland     | Aanvaller    | geen (op amateurbasis)*   |

* Tijdens wintertransferperiode

#### Uit
| Naam                   | Nationaliteit | Positie      | Nieuwe club        |
| ---------------------- | ------------- | ------------ | ------------------ |
| Lerin Duarte           | Nederland     | Middenvelder | AFC Ajax           |
| Everton Ramos da Silva | Brazilië      | Aanvaller    | Al-Nassr           |
| Marko Vejinović        | Nederland     | Middenvelder | SBV Vitesse        |
| Mathias Schamp         | België        | Aanvaller    | KSV Oudenaarde     |
| Ninos Gouriye          | Nederland     | Aanvaller    | ADO Den Haag       |
| Daryl van Mieghem      | Nederland     | Aanvaller    | SC Telstar         |
| Brian van Loo          | Nederland     | Aanvaller    | Gestopt            |
| Geoffrey Castillion    | Nederland     | Aanvaller    | Ajax (was gehuurd) |
| Berry Powel            | Nederland     | Aanvaller    | Roda JC Kerkrade*  |
| Christian Dorda        | Nederland     | Verdediger   | FC Utrecht*        |

* Tijdens wintertransferperiode

## Uitslagen/Programma Eredivisie

### Thuiswedstrijden Heracles Almelo
| Tegenstander    | SR. | Datum               | Uitslag |
| --------------- | --- | ------------------- | ------- |
| ADO Den Haag    | 5   | 31 aug 13           | 1 - 0   |
| Ajax            | 33  | 27 apr 14           | 1 - 1   |
| AZ              | 17  | 15 dec 13           | 2 - 0   |
| SC Cambuur      | 23  | 09 feb 14           | 1 - 1   |
| Feyenoord       | 29  | 23 maa 14 02 apr 14 | * 1 - 2 |
| Go Ahead Eagles | 31  | 05 apr 14           | 1 - 2   |
| FC Groningen    | 13  | 09 nov 13           | 0 - 3   |
| SC Heerenveen   | 26  | 28 feb 14           | 1 - 2   |
| NAC Breda       | 21  | 01 feb 14           | 1 - 2   |
| N.E.C.          | 10  | 20 okt 13           | 1 - 1   |
| PEC Zwolle      | 2   | 10 aug 13           | 1 - 3   |
| PSV             | 4   | 24 aug 13           | 1 - 1   |
| RKC Waalwijk    | 20  | 24 jan 14           | 2 - 1   |
| Roda JC         | 28  | 15 maa 14           | 2 - 1   |
| FC Twente       | 7   | 21 sep 13           | 0 - 3   |
| FC Utrecht      | 15  | 30 nov 13           | 1 - 2   |
| Vitesse         | 18  | 21 dec 13           | 2 - 2   |

### Uitwedstrijden Heracles Almelo
| Tegenstander    | SR. | Datum               | Uitslag        |
| --------------- | --- | ------------------- | -------------- |
| ADO Den Haag    | 22  | 04 feb 14           | 0 - 3          |
| Ajax            | 14  | 23 nov 13           | 3 - 0          |
| AZ              | 27  | 08 maa 14           | 4 - 0          |
| SC Cambuur      | 6   | 14 sep 13           | 2 - 0          |
| Feyenoord       | 11  | 27 okt 13           | 1 - 2          |
| Go Ahead Eagles | 12  | 03 nov 13 04 dec 13 | Gestaakt 1 - 1 |
| FC Groningen    | 34  | 03 mei 14           | 3 - 1          |
| SC Heerenveen   | 3   | 18 aug 13           | 2 - 4          |
| NAC Breda       | 9   | 05 okt 13           | 2 - 1          |
| N.E.C.          | 30  | 29 maa 14           | 1 - 2          |
| PEC Zwolle      | 25  | 22 feb 14           | 1 - 1          |
| PSV             | 24  | 14 feb 14           | 2 - 1          |
| RKC Waalwijk    | 8   | 28 sep 13           | 1 - 4          |
| Roda JC         | 16  | 08 dec 13           | 1 - 3          |
| FC Twente       | 19  | 17 jan 14           | 3 - 1          |
| FC Utrecht      | 32  | 13 apr 14           | 2 - 1          |
| Vitesse         | 1   | 04 aug 13           | 3 - 1          |

Reden andere speeldata: 
- Uitgesteld wegens de Nuclear Security Summit 2014

## Wedstrijden

### Vriendschappelijk
| |                                                             |                 | | |
| Zaterdag 29 juni 2013, 14.30 uur                                                                                   | Almelose Selectie                                           | 0 - 10          | Heracles Almelo | |
| Terrein AVC Heracles, Almelo Vriendschappelijk                                                                     |                                                             |                 | Kwame Quansah Jeroen Veldmate Ninos Gouriye Kristoffer Andersen 2× Jaroslav Navratil Mathias Schamp 2x Ben Rienstra 2× | Opstelling Heracles Almelo Eerste Helft: Remko Pasveer; Leon van Dijk, Bart Schenkeveld, Jeroen Veldmate, Jason Davidson; Kwame Quansah, Thomas Bruns, Bo Storm; Akaki Goggia, Ninos Gouriye, Dragan Paljić Opstelling Heracles Almelo Tweede Helft: Dennis Telgenkamp; Mike te Wierik, Ben Rienstra, Milano Koenders, Christian Dorda; Dario Vujičević, Kristoffer Andersen, Joey Belterman; Mathias Schamp, Jaroslav Navratil, Serdar Gökkaya         |
| Bijzonderheden: |                                                             |                 | | |
| |                                                             |                 | | |
| Woensdag 3 juli 2013, 18.00 uur                                                                                    | SVZW                                                        | 1 - 4 ( 0 - 3 ) | Heracles Almelo | |
| Het Lageveld, Wierden Vriendschappelijk                                                                            |                                                             |                 | '18 Thomas Bruns '30 Ninos Gouriye '32 Jeroen Veldmate '48 Mathias Schamp                                              | Opstelling Heracles Almelo Eerste Helft: Remko Pasveer, Mike te Wierik, Milano Koenders, Jeroen Veldmate, Christian Dorda, Dario Vujičević, Kwame Quansah, Thomas Bruns, Andrew Barrowman, Ninos Gouriye, Bryan Linssen. Opstelling Heracles Almelo Tweede Helft: Dennis Telgenkamp, Leon van Dijk, Ben Rienstra, Bart Schenkeveld, Jason Davidson, Kristoffer Andersen, Joey Belterman, Dragan Paljić, Akaki Goggia, Jaroslav Navratil, Mathias Schamp |
| Bijzonderheden: - Testspeler Andrew Borrowman scoorde maar het doelpunt werd afgekeurd                             |                                                             |                 | | |
| |                                                             |                 | | |
| Zaterdag 7 juli 2013, 19.30 uur                                                                                    | Heracles Almelo                                             | 1 - 1           | Standard Luik | |
| Polman Stadion, Almelo - toeschouwers 1.000 ' Scheidsrechter: Erik Braamhaar - Vriendschappelijk                   | Akaki Goggia                                                |                 | Michy Batshuayi Antonio Pereira Dos Santos                                                                             | Basisopstelling Heracles Almelo: Remko Pasveer, Bart Schenkeveld, Ben Rienstra, Milano Koenders, Jason Davidson, Kwame Quansah, Dario Vujičević, Thomas Bruns, Akaki Goggia, Andrew Barrowman, Bryan Linssen |
| Bijzonderheden: - Antonio Pereira Dos Santos kreeg rood nadat hij de doorgebroken speler Thomas Bruns had gevloerd |                                                             |                 | | |
| |                                                             |                 | | |
| Dinsdag 16 juli 2013, 19.00 uur                                                                                    | Heracles Almelo                                             | 1 - 0           | FC Emmen | |
| Sportpark De Rohorst, Den Ham Vriendschappelijk                                                                    | Bryan Linssen                                               |                 | | Basisopstelling Heracles Almelo: Remko Pasveer, Bart Schenkeveld, Ben Rienstra, Milano Koenders, Christian Dorda, Kwame Quansah, Dario Vujičević, Lerin Duarte, Mathias Schamp, Thomas Bruns, Bryan Linssen |
| Bijzonderheden: |                                                             |                 | | |
| |                                                             |                 | | |
| Zaterdag 20 juli 2013, 14.30 uur                                                                                   | Heracles Almelo                                             | 1 - 1           | Coventry City | |
| Sportpark De Grote Moat, Tubbergen Vriendschappelijk                                                               | Jaroslav Navratil                                           |                 | Carl Baker | Basisopstelling Heracles Almelo: Dennis Telgenkamp, Bart Schenkeveld, Ben Rienstra, Milano Koenders, Christian Dorda, Dario Vujičević, Thomas Bruns, Lerin Duarte, Oussama Tannane, Jaroslav Navratil, Bryan Linssen |
| Bijzonderheden: |                                                             |                 | | |
| |                                                             |                 | | |
| Vrijdag 26 juli 2013, 20.00 uur                                                                                    | Heracles Almelo                                             | 1 - 0           | Getafe CF | |
| Polman Stadion, Almelo Vriendschappelijk                                                                           | Aleksei Kangaskolkka                                        |                 | | Basisopstelling Heracles Almelo: Remko Pasveer, Bart Schenkeveld, Ben Rienstra, Milano Koenders, Christian Dorda, Kwame Quansah, Dario Vujičević, Thomas Bruns, Lerin Duarte, Aleksei Kangaskolkka, Bryan Linssen |
| Bijzonderheden: |                                                             |                 | | |
| |                                                             |                 | | |
| Donderdag 10 oktober 2013, 12.00 uur                                                                               | Heracles Almelo                                             | 4 - 4           | PEC Zwolle | |
| Polman Stadion, Almelo Vriendschappelijk                                                                           | Edwin Gyasi Hólmbert Friðjónsson Berry Powel Simon Cziommer |                 | Giovanni Gravenbeek Ryan Thomas Darryl Lachman Leroy Labylle                                                           | Basisopstelling Heracles Almelo: Renze Fij, Bart Schenkeveld, Jeroen Veldmate, Iliass Bel Hassani, Ben Rienstra, Oussama Tannane, Edwin Gyasi, Simon Cziommer, Mike te Wierik, Joey Belterman en Holmbert Fridjonsson. |
| Bijzonderheden: |                                                             |                 | | |
| |                                                             |                 | | |
| Woensdag 8 januari 2014, 16.30 uur                                                                                 | Heracles Almelo                                             | 0 - 1           | Eintracht Braunschweig                                                                                                 | |
| Estadio Nuevo Mirador, Algeciras Vriendschappelijk                                                                 |                                                             |                 | Kevin Kratz | Basisopstelling Heracles Almelo: Remko Pasveer, Mike te Wierik, Bart Schenkeveld, Jeroen Veldmate, Jason Davidson, Simon Cziommer, Ben Rienstra, Ilias Bel Hassani, Mikhail Rosheuvel, Mark Uth, Thomas Bruns. |
| Bijzonderheden: |                                                             |                 | | |
| |                                                             |                 | | |
| Donderdag 9 januari 2014, 16.00 uur                                                                                | Preußen Münster                                             | 3 - 1           | Heracles Almelo | |
| Benahavis Vriendschappelijk                                                                                        | Matthew Taylor 2× Dominik Schmidt                           |                 | Jeroen Veldmate | Basisopstelling Heracles Almelo: Dennis Telgenkamp; Leon van Dijk, Jens Jurn Streutker, Jason Davidson, Christian Dorda; Joey Belterman, Daan Rienstra, Dragan Paljić; Edwin Gyasi, Jaroslav Navrátil, Bryan Linssen |
| Bijzonderheden: |                                                             |                 | | |

### Eredivisie

#### Speelronde 1 t/m 8 (augustus, september)
|                                                                                       | |               | | |
| Speelronde 1 Zondag 4 augustus 2013, 14.30 uur                                        | Vitesse | 3 - 1 (2 - 0) | Heracles Almelo                                                                                               | : Remko Pasveer |
| Gelredome, Arnhem toeschouwers: 13.778 Scheidsrechter: Pieter Vink                    | Kelvin Leerdam 27' Marcus Pedersen 31' Renato Ibarra 82' Goeram Kasjia 36' Marcus Pedersen 60' Renato Ibarra 79' |               | '90+1 Matthew Amoah '2 Dario Vujičević '49 Lerin Duarte '84 Milano Koenders '89 Oussama Tannane               | Basisopstelling Heracles Almelo: Pasveer, Koenders, Rienstra, Schenkeveld, Dorda, Vujičević, Bruns, Quansah, Rosheuvel, Kangaskolkka, Linssen Toegepaste wissels Heracles Almelo: '46 Vujičević Duarte '46 Kangaskolkka Amoah '67 Rosheuvel Tannane |
| Bijzonderheden:                                                                       | |               | | |
| Speelronde 2 Zaterdag 10 augustus 2013, 18.45 uur                                     | Heracles Almelo                                                                                                  | 1 - 3 (1 - 2) | PEC Zwolle | : Remko Pasveer |
| Polman Stadion, Almelo toeschouwers: 8.155 Scheidsrechter: Ed Janssen                 | Maikel van der Werff (e.d.) 44' Lerin Duarte 4' Remko Pasveer 84'                                                |               | '1 Jesper Drost '13 Kamohelo Mokotjo '90+1 Guyon Fernandez '52 Darryl Lachman                                 | Basisopstelling Heracles Almelo: Pasveer, Koenders, Rienstra, Schenkeveld, Dorda, Quansah, Bruns, Duarte, Rosheuvel, Amoah, Linssen Toegepaste wissels Heracles Almelo: '46 Koenders Vujičević '73 Bruns Tannane '79 Rosheuvel Kangaskolkka         |
| Bijzonderheden: - Mateusz Klich van PEC Zwolle miste in de 85e minuut een strafschop. | |               | | |
|                                                                                       | |               | | |
| Speelronde 3 Zondag 18 augustus 2013, 14.30 uur                                       | SC Heerenveen | 2 - 4 (1 - 1) | Heracles Almelo                                                                                               | : Remko Pasveer |
| Abe Lenstra Stadion, Heerenveen toeschouwers: 20.500 Scheidsrechter: Jeroen Sanders   | Alfred Finnbogason 3' Joey van den Berg 73' Arnold Kruiswijk 59'                                                 |               | '45 Lerin Duarte '62 Ben Rienstra '69 Mike te Wierik '88 Bryan Linssen '51 Jason Davidson '88 Oussama Tannane | Basisopstelling Heracles Almelo: Pasveer, Te Wierik, Koenders, Schenkeveld, Davidson, Quansah, Rienstra, Duarte, Rosheuvel, Amoah, Linssen Toegepaste wissels Heracles Almelo: '37 Amoah Tannane '70 Rosheuvel Gyasi '82 Te Wierik Dorda            |
| Bijzonderheden:                                                                       | |               | | |
|                                                                                       | |               | | |
| Speelronde 4 Zaterdag 24 augustus 2013, 19.45 uur                                     | Heracles Almelo                                                                                                  | 1 - 1 (1 - 0) | PSV | : Remko Pasveer |
| Polman Stadion, Almelo toeschouwers: 8.250 Scheidsrechter: Reinold Wiedemeijer        | Lerin Duarte 6' Bart Schenkeveld 40' Milano Koenders 75' Ben Rienstra 77' Thomas Bruns 81'                       |               | '86 Park Ji-sung '81 Jetro Willems                                                                            | Basisopstelling Heracles Almelo: Pasveer, Te Wierik, Schenkeveld, Koenders, Davidson, Quansah, Duarte, Rienstra, Rosheuvel, Tannane, Linssen Toegepaste wissels Heracles Almelo: '62 Rosheuvel Bruns '83 Tannane Navratil                           |
| Bijzonderheden:                                                                       | |               | | |
|                                                                                       | |               | | |
| Speelronde 5 Zaterdag 31 augustus 2013, 19.45 uur                                     | Heracles Almelo                                                                                                  | 1 - 0 (1 - 0) | ADO Den Haag                                                                                                  | : Remko Pasveer |
| Polman Stadion, Almelo toeschouwers: 8.311 Scheidsrechter: Jochem Kamphuis            | Lerin Duarte 6'                                                                                                  |               | '33 Gianni Zuiverloon '69 Dion Malone '71 Dion Malone                                                         | Basisopstelling Heracles Almelo: Pasveer, Te Wierik, Schenkeveld, Koenders, Davidson, Quansah, Duarte, Rienstra, Rosheuvel, Tannane, Linssen Toegepaste wissels Heracles Almelo: '70 Tannane Kangaskolkka '82 Rosheuvel Bruns '90+3 Duarte Gyasi    |
| Bijzonderheden:                                                                       | |               | | |
|                                                                                       | |               | | |
| Speelronde 6 Zaterdag 14 september 2013, 19.45 uur                                    | SC Cambuur | 2 - 0 (1 - 0) | Heracles Almelo                                                                                               | : Remko Pasveer |
| Cambuurstadion, Leeuwarden toeschouwers: 9.618 Scheidsrechter: Tom van Sichem         | Michiel Hemmen 42' Jason Davidson (e.d.) 88' Erik Bakker 32'                                                     |               | '20 Jason Davidson '75 Milano Koenders '77 Bart Schenkeveld                                                   | Basisopstelling Heracles Almelo: Pasveer, Te Wierik, Schenkeveld, Koenders, Davidson, Quansah, Bruns, Rienstra, Rosheuvel, Tannane, Linssen Toegepaste wissels Heracles Almelo: '46 Tannane Uth '70 Rosheuvel Bel Hassani '76 Quansah Cziommer      |
| Bijzonderheden:                                                                       | |               | | |
|                                                                                       | |               | | |
| Speelronde 7 Zaterdag 21 september 2013, 18.45 uur                                    | Heracles Almelo                                                                                                  | 0 - 3 (0 - 1) | FC Twente | : Remko Pasveer |
| Polman Stadion, Almelo toeschouwers: 8.500 Scheidsrechter: Danny Makkelie             | Kwame Quansah 20' Mark Uth 42' Mike te Wierik 43' Milano Koenders 74' Bryan Linssen 83'                          |               | '17 Rasmus Bengtsson '72 Kyle Ebecilio '75 Dušan Tadić '23 Shadrach Eghan '51 Kyle Ebecilio                   | Basisopstelling Heracles Almelo: Pasveer, Te Wierik, Schenkeveld, Koenders, Davidson, Quansah, Bruns, Rienstra, Tannane, Uth, Linssen Toegepaste wissels Heracles Almelo: '72 Tannane Rosheuvel '83 Bruns Bel Hassani '83 Quansah Cziommer          |
| Bijzonderheden:                                                                       | |               | | |
|                                                                                       | |               | | |
| Speelronde 8 Zaterdag 28 september 2013, 18.45 uur                                    | RKC Waalwijk | 1 - 4 (1 - 2) | Heracles Almelo                                                                                               | : Remko Pasveer |
| Mandemakers Stadion, Waalwijk toeschouwers: 6.210 Scheidsrechter: Jeroen Sanders      | Aurélien Joachim 25' Frank van Mosselveld 79'                                                                    |               | '10 Mark Uth '39 Bryan Linssen '53 Mark Uth '79 Mark Uth '56 Mike te Wierik '71 Jeroen Veldmate               | Basisopstelling Heracles Almelo: Pasveer, Te Wierik, Schenkeveld, Koenders, Davidson, Quansah, Rienstra, Bruns, Rosheuvel, Uth, Linssen Toegepaste wissels Heracles Almelo: '46 Quansah Cziommer '58 Schenkeveld Veldmate '78 Bruns Bel Hassani     |
| Bijzonderheden:                                                                       | |               | | |

#### Speelronde 9 t/m 17 (oktober, november, december)
| |                                                                                            |                                     | | |
| Speelronde 9 Zaterdag 5 oktober 2013, 20.45 uur | NAC Breda                                                                                  | 2 - 1 (0 - 0)                       | Heracles Almelo                                                                                                 | : Remko Pasveer |
| Rat Verlegh Stadion, Breda toeschouwers: 17.200 Scheidsrechter: Reinold Wiedemeijer | Rydell Poepon 49' Stipe Perica 83' Kenny van der Weg 78' Mats Seuntjens 89' Elson Hooi 89' |                                     | '51 Thomas Bruns '20 Jason Davidson '72 Mark Uth                                                                | Basisopstelling Heracles Almelo: Pasveer, Te Wierik, Schenkeveld, Koenders, Davidson, Quansah, Rienstra, Bruns, Rosheuvel, Uth, Linssen Toegepaste wissels Heracles Almelo: '83 Quansah Cziommer '86 Bruns Amoah                                                                                 |
| Bijzonderheden: |                                                                                            |                                     | | |
| |                                                                                            |                                     | | |
| Speelronde 10 Zondag 20 oktober 2013, 12.30 uur | Heracles Almelo                                                                            | 1 - 1 (0 - 1)                       | N.E.C. | : Remko Pasveer |
| Polman Stadion, Almelo toeschouwers: 8.320 Scheidsrechter: Eric Braamhaar | Jens Jurn Streutker 87' Jason Davidson 71'                                                 |                                     | '2 Rens van Eijden '4 Christoph Hemlein '32 Christoph Hemlein                                                   | Basisopstelling Heracles Almelo: Pasveer, Te Wierik, Schenkeveld, Veldmate, Davidson, Quansah, Bruns, Rienstra, Rosheuvel, Uth, Linssen Toegepaste wissels Heracles Almelo: '46 Schenkeveld Amoah '68 Rienstra Cziommer '80 Quansah Streutker                                                    |
| Bijzonderheden: |                                                                                            |                                     | | |
| |                                                                                            |                                     | | |
| Speelronde 11 Zondag 27 oktober 2013, 14.30 uur | Feyenoord                                                                                  | 1 - 2 (1 - 1)                       | Heracles Almelo                                                                                                 | : Remko Pasveer |
| De Kuip, Rotterdam toeschouwers: 46.000 Scheidsrechter: Kevin Blom | Jean-Paul Boëtius 43' Graziano Pellè 89'                                                   |                                     | '41 Miquel Nelom (e.d.) '63 Mikhail Rosheuvel '26 Kwame Quansah                                                 | Basisopstelling Heracles Almelo: Pasveer, Te Wierik, Streutker, Veldmate, Davidson, Quansah, Bruns, Rienstra, Rosheuvel, Uth, Linssen Toegepaste wissels Heracles Almelo: '24 Bruns Bel Hassani '77 Streutker Cziommer                                                                           |
| Bijzonderheden: |                                                                                            |                                     | | |
| |                                                                                            |                                     | | |
| Speelronde 12 Zondag 3 november 2013, 14.30 uur | Go Ahead Eagles                                                                            | 0 - 0*                              | Heracles Almelo                                                                                                 | : |
| De Adelaarshorst, Deventer toeschouwers: Scheidsrechter: - |                                                                                            |                                     | | Basisopstelling Heracles Almelo: Toegepaste wissels Heracles Almelo: |
| Bijzonderheden: - Na 90 seconden spelen werd de wedstrijd voor korte tijd stilgelegd wegens onweer. - Wedstrijd werd na 19 minuten bij een 0-0-stand gestaakt wegens noodweer. Wedstrijd werd op 4 december hervat. Zie 4 december voor het wedstrijdverslag. |                                                                                            |                                     | | |
| |                                                                                            |                                     | | |
| Speelronde 13 Zaterdag 9 november 2013, 19.45 uur | Heracles Almelo                                                                            | 0 - 3 (0 - 0)                       | FC Groningen | : Remko Pasveer |
| Polman Stadion, Almelo toeschouwers: 8.480 Scheidsrechter: Richard Liesveld | Mark Uth 3' Leon van Dijk 82'                                                              |                                     | '61 Richairo Živković '67 Filip Kostić '85 Filip Kostić '45 Tom Hiariej                                         | Basisopstelling Heracles Almelo: Pasveer, Van Dijk, Streutker, Veldmate, Davidson, Rienstra, Quansah, Bruns, Rosheuvel, Uth, Linssen Toegepaste wissels Heracles Almelo: '64 Rienstra Bel Hassani '71 Uth Amoah '80 Veldmate Schenkeveld                                                         |
| Bijzonderheden: |                                                                                            |                                     | | |
| |                                                                                            |                                     | | |
| Speelronde 14 Zaterdag 23 november 2013, 20.45 uur | Ajax                                                                                       | 3 - 0 (1 - 0)                       | Heracles Almelo                                                                                                 | : Remko Pasveer |
| Amsterdam Arena, Amsterdam toeschouwers: 49.747 Scheidsrechter: Pol van Boekel | Danny Hoesen 2' Viktor Fischer 56' Davy Klaassen 79'                                       |                                     | '44 Bryan Linssen '52 Thomas Bruns '80 Ben Rienstra                                                             | Basisopstelling Heracles Almelo: Pasveer, Schenkeveld, Streutker, Veldmate, Davidson, Quansah, Bruns, Rienstra, Rosheuvel, Uth, Linssen Toegepaste wissels Heracles Almelo: '60 Davidson Dorda '67 Bruns Bel Hassani '75 Uth Amoah                                                               |
| Bijzonderheden: |                                                                                            |                                     | | |
| |                                                                                            |                                     | | |
| Speelronde 15 Zaterdag 30 november 2013, 20.45 uur | Heracles Almelo                                                                            | 1 - 2 (1 - 0)                       | FC Utrecht | : Remko Pasveer |
| Polman Stadion, Almelo toeschouwers: 8.169 Scheidsrechter: Dennis Higler | Iliass Bel Hassani 27' Remko Pasveer 56' Thomas Bruns 60' Mikhail Rosheuvel 71'            |                                     | '55 Jens Toornstra '81 Jens Toornstra                                                                           | Basisopstelling Heracles Almelo: Pasveer, Te Wierik, Schenkeveld, Rienstra, Davidson, Bel Hassani, Quansah, Bruns, Rosheuvel, Amoah, Linssen Toegepaste wissels Heracles Almelo: '65 Linssen Tannane '82 Te Wierik Streutker '82 Bruns Cziommer                                                  |
| Bijzonderheden: |                                                                                            |                                     | | |
| Speelronde 12 Woensdag 4 december 2013, 20.45 uur (resterende 71 minuten) | Go Ahead Eagles                                                                            | 1 - 1 (0 - 0) (0 - 0) (na 19 min.)* | Heracles Almelo                                                                                                 | : Remko Pasveer |
| De Adelaarshorst, Deventer toeschouwers: 7.338 Scheidsrechter: Tom van Sichem | Erik Falkenburg 88' Xander Houtkoop 62' Jarchinio Antonia 79' Erik Falkenburg 89'          |                                     | '75 Mark Uth '3 Jason Davidson '60 Ben Rienstra '65 Jeroen Veldmate '71 Iliass Bel Hassani '79 Bart Schenkeveld | Basisopstelling Heracles Almelo: Pasveer, Van Dijk, Streutker, Veldmate, Davidson, Quansah, Bruns, Rienstra, Rosheuvel, Uth, Linssen Toegepaste wissels Heracles Almelo: '19 Van Dijk** Te Wierik '19 Bruns** Bel Hassani '46 Quansah Cziommer '67 Te Wierik Schenkeveld '86 Bel Hassani Tannane |
| Bijzonderheden: * De wedstrijd werd op 3 november gestaakt wegens noodweer. De resterende 71 minuten werden op 4 december gespeeld. ** Van Dijk en Bruns speelden op 3 november wel mee, maar konden nu niet meespelen.                                       |                                                                                            |                                     | | |
| |                                                                                            |                                     | | |
| Speelronde 16 Zondag 8 december 2013, 16.30 uur | Roda JC                                                                                    | 1 - 3 (1 - 1)                       | Heracles Almelo                                                                                                 | : Remko Pasveer |
| Parkstad Limburg Stadion, Kerkrade toeschouwers: 12.781 Scheidsrechter: Reinold Wiedemeijer | Wiljan Pluim 18' Roly Bonevacia 54' Krisztián Németh 74'                                   |                                     | '35 Simon Cziommer '79 Oussama Tannane '88 Oussama Tannane '33 Bryan Linssen                                    | Basisopstelling Heracles Almelo: Pasveer, Te Wierik, Schenkeveld, Veldmate, Dorda, Cziommer, Rienstra, Bel Hassani, Rosheuvel, Uth, Linssen Toegepaste wissels Heracles Almelo: '46 Uth Amoah '78 Rosheuvel Tannane '87 Cziommer Quansah                                                         |
| Bijzonderheden: |                                                                                            |                                     | | |
| |                                                                                            |                                     | | |
| Speelronde 17 Zondag 15 december 2013, 14.30 uur | Heracles Almelo                                                                            | 2 - 0 (1 - 0)                       | AZ | : Remko Pasveer |
| Polman Stadion, Almelo toeschouwers: 8.254 Scheidsrechter: Serdar Gözübüyük | Bryan Linssen 12' Oussama Tannane 90+5'                                                    |                                     | Jan Wuytens 66' Esteban 82'                                                                                     | Basisopstelling Heracles Almelo: Pasveer, Te Wierik, Schenkeveld, Veldmate, Davidson, Cziommer, Bel Hassani, Rienstra, Rosheuvel, Uth, Linssen Toegepaste wissels Heracles Almelo: '57 Rosheuvel Tannane '64 Uth Bruns '90+1 Cziommer Streutker                                                  |
| Bijzonderheden: |                                                                                            |                                     | | |
| |                                                                                            |                                     | | |

#### Speelronde 18 t/m 25 (december, januari, februari)
| Speelronde 18 Zaterdag 21 december 2013, 19.45 uur                                  | Heracles Almelo                                                              | 2 - 2 (1 - 1) | Vitesse                                                                                                  | : Remko Pasveer |
| Polman Stadion, Almelo toeschouwers: 8.470 Scheidsrechter: Pieter Vink              | Bryan Linssen 51' Bryan Linssen 77' Mark Uth 37' Bryan Linssen 49'           |               | '6 Patrick van Aanholt '41 Lucas Piazon '63 Lucas Piazon '69 Christian Atsu '86 Jan-Arie van der Heijden | Basisopstelling Heracles Almelo: Pasveer, Te Wierik, Schenkeveld, Veldmate, Davidson, Cziommer, Bel Hassani, Rienstra, Tannane, Uth, Linssen Toegepaste wissels Heracles Almelo: '31 Tannane Rosheuvel '46 Bel Hassani Bruns                        |
| Bijzonderheden:                                                                     |                                                                              |               | | |
|                                                                                     |                                                                              |               | | |
| Speelronde 19 Vrijdag 17 januari 2014, 20.00 uur                                    | FC Twente                                                                    | 3 - 1 (1 - 0) | Heracles Almelo                                                                                          | : Remko Pasveer |
| De Grolsch Veste, Enschede toeschouwers: 29.750 Scheidsrechter: Reinold Wiedemeijer | Quincy Promes 23' Luc Castaignos 55' Dušan Tadić (pen) 88'                   |               | '76 Mark Uth '56 Jeroen Veldmate '72 Mike te Wierik                                                      | Basisopstelling Heracles Almelo: Pasveer, Te Wierik, Schenkeveld, Veldmate, Davidson, Quansah, Bel Hassani, Cziommer, Rosheuvel, Uth, Linssen Toegepaste wissels Heracles Almelo: '46 Quansah Bruns '60 Bel Hassani Dorda '79 Rosheuvel Tannane     |
| Bijzonderheden:                                                                     |                                                                              |               | | |
|                                                                                     |                                                                              |               | | |
| Speelronde 20 Vrijdag 24 januari 2014, 20.00 uur                                    | Heracles Almelo                                                              | 2 - 1 (1 - 0) | RKC Waalwijk                                                                                             | : Remko Pasveer |
| Polman Stadion, Almelo toeschouwers: 8.311 Scheidsrechter: Danny Makkelie           | Bryan Linssen 41' Mark Uth 54'                                               |               | '67 Damiano Schet                                                                                        | Basisopstelling Heracles Almelo: Pasveer, Te Wierik, Schenkeveld, Davidson, Dorda, Cziommer, Rienstra, Bel Hassani, Rosheuvel, Uth, Linssen Toegepaste wissels Heracles Almelo: '69 Rosheuvel Tannane '77 Bel Hassani Bruns '84 Uth Powel           |
| Bijzonderheden:                                                                     |                                                                              |               | | |
|                                                                                     |                                                                              |               | | |
| Speelronde 21 Zaterdag 1 februari 2014, 19.45 uur                                   | Heracles Almelo                                                              | 1 - 2 (0 - 1) | NAC Breda                                                                                                | : Remko Pasveer |
| Polman Stadion, Almelo toeschouwers: 8.425 Scheidsrechter: Martin van den Kerkhof   | Bryan Linssen 71' Jeroen Veldmate 56' Simon Cziommer 88'                     |               | '38 Jordy Buijs '61 Rydell Poepon '42 Anouar Hadouir '65 Kenny van der Weg                               | Basisopstelling Heracles Almelo: Pasveer, Te Wierik, Schenkeveld, Veldmate, Davidson, Cziommer, Rienstra, Bel Hassani, Rosheuvel, Uth, Linssen Toegepaste wissels Heracles Almelo: '62 Rosheuvel Tannane '66 Uth Powel '79 Bel Hassani Bruns        |
| Bijzonderheden:                                                                     |                                                                              |               | | |
|                                                                                     |                                                                              |               | | |
| Speelronde 22 Dinsdag 4 februari 2014, 19.45 uur                                    | ADO Den Haag                                                                 | 0 - 3 (0 - 2) | Heracles Almelo                                                                                          | : Remko Pasveer |
| Kyocera Stadion, Den Haag toeschouwers: 10.343 Scheidsrechter: Dennis Higler        | Roland Alberg 88'                                                            |               | '2 Bryan Linssen '34 Mark Uth '57 Mark Uth                                                               | Basisopstelling Heracles Almelo: Pasveer, Te Wierik, Schenkeveld, Veldmate, Davidson, Cziommer, Rienstra, Bel Hassani, Rosheuvel, Uth, Linssen Toegepaste wissels Heracles Almelo: '50 Linssen Tannane '78 Cziommer Bruns '84 Uth Amoah             |
| Bijzonderheden:                                                                     |                                                                              |               | | |
|                                                                                     |                                                                              |               | | |
| Speelronde 23 Zondag 9 februari 2014, 12.30 uur                                     | Heracles Almelo                                                              | 1 - 1 (0 - 1) | SC Cambuur                                                                                               | : Remko Pasveer |
| Polman Stadion, Almelo toeschouwers: 8.325 Scheidsrechter: Jochem Kamphuis          | Mike te Wierik 89' Ben Rienstra 58' Oussama Tannane 86' Bart Schenkeveld 88' |               | '23 Elvis Manu '38 Lucas Bijker                                                                          | Basisopstelling Heracles Almelo: Pasveer, Te Wierik, Schenkeveld, Veldmate, Davidson, Cziommer, Rienstra, Bel Hassani, Rosheuvel, Uth, Bruns Toegepaste wissels Heracles Almelo: '46 Bruns Tannane '78 Rosheuvel Amoah '83 Veldmate Powel           |
| Bijzonderheden:                                                                     |                                                                              |               | | |
|                                                                                     |                                                                              |               | | |
| Speelronde 24 Vrijdag 14 februari 2014, 20.00 uur                                   | PSV                                                                          | 2 - 1 (1 - 1) | Heracles Almelo                                                                                          | : Remko Pasveer |
| Philips Stadion, Eindhoven toeschouwers: 32.500 Scheidsrechter: Richard Liesveld    | Memphis Depay 5' Bryan Ruiz 63'                                              |               | '42 Bryan Linssen '59 Mike te Wierik                                                                     | Basisopstelling Heracles Almelo: Pasveer, Te Wierik, Schenkeveld, Veldmate, Davidson, Cziommer, Rienstra, Bel Hassani, Rosheuvel, Uth, Linssen Toegepaste wissels Heracles Almelo: '66 Linssen Tannane '73 Cziommer Bruns '84 Te Wierik Powel       |
| Bijzonderheden:                                                                     |                                                                              |               | | |
|                                                                                     |                                                                              |               | | |
| Speelronde 25 Zaterdag 22 februari 2014, 19.45 uur                                  | PEC Zwolle                                                                   | 1 - 1 (0 - 1) | Heracles Almelo                                                                                          | : Remko Pasveer |
| IJsseldelta Stadion, Zwolle toeschouwers: 12.100 Scheidsrechter: Kevin Blom         | Furdjel Narsingh 90+3' Bart van Hintum 26' Mustafa Saymak 62'                |               | '40 Jeroen Veldmate '25 Jason Davidson '52 Bryan Linssen '79 Mike te Wierik '89 Iliass Bel Hassani       | Basisopstelling Heracles Almelo: Pasveer, Te Wierik, Schenkeveld, Veldmate, Davidson, Cziommer, Rienstra, Bel Hassani, Rosheuvel, Uth, Linssen Toegepaste wissels Heracles Almelo: '72 Rosheuvel Tannane '76 Cziommer Bruns '89 Bel Hassani Quansah |
| Bijzonderheden:                                                                     |                                                                              |               | | |

#### Speelronde 26 t/m 34 (maart, april, mei)
| |                                                                                        |               | | |
| Speelronde 26 Vrijdag 28 februari 2014, 20.00 uur                                                                                      | Heracles Almelo                                                                        | 1 - 2 (1 - 1) | SC Heerenveen | : Remko Pasveer |
| Polman Stadion, Almelo toeschouwers: 8.376 Scheidsrechter: Jeroen Manschot                                                             | Oussama Tannane 26' Bart Schenkeveld 67'                                               |               | '36 Marten de Roon '49 Alfred Finnbogason '51 Joey van den Berg                                                       | Basisopstelling Heracles Almelo: Pasveer, Koenders, Rienstra, Schenkeveld, Davidson, Bel Hassani, Cziommer, Quansah, Rosheuvel, Uth, Tannane Toegepaste wissels Heracles Almelo: '78 Bel Hassani Bruns '81 Koenders Amoah                               |
| Bijzonderheden: |                                                                                        |               | | |
| |                                                                                        |               | | |
| Speelronde 27 Zaterdag 8 maart 2014, 18.45 uur                                                                                         | AZ                                                                                     | 4 - 0 (2 - 0) | Heracles Almelo | : Remko Pasveer |
| AFAS Stadion, Alkmaar toeschouwers: 15.216 Scheidsrechter: Jeroen Sanders                                                              | Aron Jóhannsson 16' Aron Jóhannsson 37' Mattias Johansson 79' Viktor Elm 90+1'         |               | '24 Milano Koenders '78 Thomas Bruns                                                                                  | Basisopstelling Heracles Almelo: Pasveer, Te Wierik, Koenders, Veldmate, Davidson, Bel Hassani, Rienstra, Cziommer, Rosheuvel, Uth, Linssen Toegepaste wissels Heracles Almelo: '21 Veldmate Quansah '29 Bel Hassani Belterman '63 Cziommer Bruns       |
| Bijzonderheden: |                                                                                        |               | | |
| |                                                                                        |               | | |
| Speelronde 28 Zaterdag 15 maart 2014, 19.45 uur                                                                                        | Heracles Almelo                                                                        | 2 - 1 (1 - 1) | Roda JC | : Remko Pasveer |
| Polman Stadion, Almelo toeschouwers: 8.471 Scheidsrechter: Pol van Boekel                                                              | Bryan Linssen 43' Bryan Linssen 78' Oussama Tannane 54'                                |               | '14 Guus Hupperts '54 Mitchell Donald                                                                                 | Basisopstelling Heracles Almelo: Pasveer, Te Wierik, Schenkeveld, Streutker, Davidson, Tannane, Rienstra, Cziommer, Rosheuvel, Uth, Linssen Toegepaste wissels Heracles Almelo: '46 Streutker Quansah '46 Cziommer Bruns '84 Rosheuvel Bel Hassani      |
| Bijzonderheden: |                                                                                        |               | | |
| |                                                                                        |               | | |
| Speelronde 29 Zondag 23 maart 2014, 16.30 uur                                                                                          | Heracles Almelo                                                                        | - (-)         | Feyenoord | : |
| Polman Stadion, Almelo toeschouwers: Scheidsrechter: -                                                                                 |                                                                                        |               | | Basisopstelling Heracles Almelo: Toegepaste wissels Heracles Almelo: |
| Bijzonderheden: - Wedstrijd uitgesteld naar 2 april 2014, in verband met Nuclear Security Summit 2014                                  |                                                                                        |               | | |
| |                                                                                        |               | | |
| Speelronde 30 Zaterdag 29 maart 2014, 19.45 uur                                                                                        | N.E.C.                                                                                 | 1 - 2 (1 - 0) | Heracles Almelo | : Remko Pasveer |
| De Goffert, Nijmegen toeschouwers: 12.107 Scheidsrechter: Kevin Blom                                                                   | Michael Higdon 20' Søren Rieks 90'                                                     |               | '79 Jason Davidson '90+5 Matthew Amoah '62 Bryan Linssen '74 Mike te Wierik '83 Mike te Wierik '85 Kwame Quansah      | Basisopstelling Heracles Almelo: Pasveer, Te Wierik, Schenkeveld, Rienstra, Davidson, Bruns, Tannane, Quansah, Rosheuvel, Uth, Linssen Toegepaste wissels Heracles Almelo: '58 Uth Amoah '61 Rosheuvel Bel Hassani '74 Bruns Veldmate                   |
| Bijzonderheden: |                                                                                        |               | | |
| |                                                                                        |               | | |
| Speelronde 29 Woensdag 2 april 2014, 18.45 uur                                                                                         | Heracles Almelo                                                                        | 1 - 2 (1 - 2) | Feyenoord | : Remko Pasveer |
| Polman Stadion, Almelo toeschouwers: 7.985 Scheidsrechter: Danny Makkelie                                                              | Iliass Bel Hassani 14' Simon Cziommer 72' Matthew Amoah 84' Simon Cziommer 87'         |               | '30 Mitchell te Vrede '41 Tonny Vilhena '90+4 Wesley Verhoek                                                          | Basisopstelling Heracles Almelo: Pasveer, Koenders, Schenkeveld, Veldmate, Davidson, Bruns, Rienstra, Bel Hassani, Tannane, Uth, Linssen Toegepaste wissels Heracles Almelo: '25 Tannane Rosheuvel '46 Uth Amoah '62 Bruns Cziommer                     |
| Bijzonderheden: - Wedstrijd stond gepland voor zondag 23 maart 2014, maar wegens de Nuclear Security Summit 2014 werd deze uitgesteld. |                                                                                        |               | | |
| |                                                                                        |               | | |
| Speelronde 31 Zaterdag 5 april 2014, 20.45 uur                                                                                         | Heracles Almelo                                                                        | 1 - 2 (1 - 0) | Go Ahead Eagles | : Remko Pasveer |
| Polman Stadion, Almelo toeschouwers: 8.460 Scheidsrechter: Dennis Higler                                                               | Mikhail Rosheuvel 36' Kwame Quansah 65' Milano Koenders 80' Aleksei Kangaskolkka 90+3' |               | '68 Deniz Türüç '74 Erik Falkenburg '27 Mawouna Amevor '88 Jarchinio Antonia                                          | Basisopstelling Heracles Almelo: Pasveer, Te Wierik, Schenkeveld, Veldmate, Koenders, Bruns, Rienstra, Bel Hassani, Rosheuvel, Amoah, Linssen Toegepaste wissels Heracles Almelo: '44 Bruns Quansah '72 Amoah Uth '82 Schenkeveld Kangaskolkka          |
| Bijzonderheden: |                                                                                        |               | | |
| |                                                                                        |               | | |
| Speelronde 32 Zondag 13 april 2014, 14.30 uur                                                                                          | FC Utrecht                                                                             | 2 - 1 (2 - 0) | Heracles Almelo | : Remko Pasveer |
| Stadion Galgenwaard, Utrecht toeschouwers: 19.004 Scheidsrechter: Tom van Sichem                                                       | Jacob Mulenga 19' Juan Agudelo 40' Robbin Ruiter 35' Mark Diemers 79'                  |               | '64 Mikhail Rosheuvel '35 Bryan Linssen '42 Bart Schenkeveld '84 Bart Schenkeveld '85 Ben Rienstra '90+2 Thomas Bruns | Basisopstelling Heracles Almelo: Pasveer, Te Wierik, Schenkeveld, Streutker, Davidson, Cziommer, Rienstra, Bel Hassani, Rosheuvel, Uth, Linssen Toegepaste wissels Heracles Almelo: '46 Uth Amoah '55 Bel Hassani Bruns '82 Cziommer Belterman          |
| Bijzonderheden: |                                                                                        |               | | |
| |                                                                                        |               | | |
| Speelronde 33 Zondag 27 april 2014, 14.30 uur                                                                                          | Heracles Almelo                                                                        | 1 - 1 (1 - 1) | Ajax | : Remko Pasveer |
| Polman Stadion, Almelo toeschouwers: 8.500 Scheidsrechter: Pieter Vink                                                                 | Simon Cziommer 22'                                                                     |               | '13 Lasse Schöne | Basisopstelling Heracles Almelo: Pasveer, Te Wierik, Streutker, Koenders, Davidson, Quansah, Bel Hassani, Cziommer, Rosheuvel, Uth, Paljić |
| Bijzonderheden: |                                                                                        |               | | |
| |                                                                                        |               | | |
| Speelronde 34 Zaterdag 3 mei 2014, 18.45 uur                                                                                           | FC Groningen                                                                           | 3 - 1 (1 - 1) | Heracles Almelo | : Simon Cziommer |
| Euroborg, Groningen toeschouwers: 20.430 Scheidsrechter: Ed Janssen                                                                    | Richairo Živković 16' Nick van der Velden 69' Michael de Leeuw 72'                     |               | '34 Mikhail Rosheuvel                                                                                                 | Basisopstelling Heracles Almelo: Telgenkamp, Te Wierik, Schenkeveld, Rienstra, Davidson, Quansah, Bel Hassani, Cziommer, Rosheuvel, Uth, Linssen Toegepaste wissels Heracles Almelo: '46 Quansah Koenders '77 Rosheuvel Bruns '77 Schenkeveld Streutker |
| Bijzonderheden: |                                                                                        |               | | |

### KNVB Beker
|                                                                              | |                                                         | | |
| 2e Ronde Dinsdag 24 september 2013, 20.45 uur                                | RKC Waalwijk | 0 - 1 (n.v.) na 90 min:(0 - 0) na 45 min: (0 - 0)       | Heracles Almelo | : Remko Pasveer |
| Mandemakers Stadion, Waalwijk toeschouwers: 2.178 Scheidsrechter: Kevin Blom | |                                                         | '116 Thomas Bruns | Basisopstelling Heracles Almelo: Pasveer, Te Wierik, Schenkeveld, Veldmate, Davidson, Quansah, Rienstra, Bel Hassani, Tannane, Uth, Linssen Toegepaste wissels Heracles Almelo: '58 Tannane Bruns '71 Bel Hassani Rosheuvel '93 Linssen Navratil    |
| Bijzonderheden:                                                              | |                                                         | | |
|                                                                              | |                                                         | | |
| 2e Ronde Woensdag 30 oktober 2013, 20.00 uur                                 | Excelsior '31 (Zaterdag Topklasse)                                                                                             | 2 - 5 (0 - 1)                                           | Heracles Almelo | : Remko Pasveer |
| De Koerbelt, Rijssen toeschouwers: 4.000 Scheidsrechter: Björn Kuipers       | Andreas David 85' Gerald Ten Hove 87' Adi Draganovic 37'                                                                       |                                                         | '36 Mark Uth '62 Mark Uth '67 Mikhail Rosheuvel '81 Simon Cziommer '90+1 Bryan Linssen                                                                                               | Basisopstelling Heracles Almelo: Pasveer, Van Dijk, Streutker, Veldmate, Davidson, Bel Hassani, Rienstra, Bruns, Rosheuvel, Uth, Linssen Toegepaste wissels Heracles Almelo: '68 Rosheuvel Amoah '70 Bel Hassani Cziommer '77 Streutker Schenkeveld |
| Bijzonderheden:                                                              | |                                                         | | |
|                                                                              | |                                                         | | |
| Achtste Finale Woensdag 18 december 2013, 20.45 uur                          | Heracles Almelo | 1 - 1 (5 - 6 pen) na 90 min. (1 - 1) na 45 min. (1 - 1) | Feyenoord | : Remko Pasveer |
| Polman Stadion, Almelo toeschouwers: 6.012 Scheidsrechter: Bas Nijhuis       | Bryan Linssen 27' Mark Uth 56' Thomas Bruns 113' Kwame Quansah Mark Uth Thomas Bruns Mike te Wierik Remko Pasveer Ben Rienstra | Penalty's                                               | '12 Graziano Pellè '33 Stefan de Vrij '53 Bruno Martins Indi '79 Jordy Clasie '93 Stefan de Vrij Graziano Pellè Ruud Vormer John Goossens Joris Mathijsen Daryl Janmaat Jordy Clasie | Basisopstelling Heracles Almelo: Pasveer, Te Wierik, Schenkeveld, Veldmate, Davidson, Cziommer, Rienstra, Bel Hassani, Rosheuvel, Uth, Linssen Toegepaste wissels Heracles Almelo: '63 Veldmate Streutker '72 Cziommer Bruns '80 Linssen Quansah    |
| Bijzonderheden: - Heracles Almelo uitgeschakeld                              | |                                                         | | |

## Statistieken (Eindstand)
| Speler               | Wed E | Aantal doelpunten Eredivisie | Aantal gele kaarten Eredivisie | Aantal 2× geel Eredivisie | Aantal rode kaarten Eredivisie | Wed B | Aantal doelpunten Beker | Aantal gele kaarten Beker | Aantal 2× geel Beker | Aantal rode kaarten Beker | Wed T | Aantal doelpunten Totaal | Aantal gele kaarten Totaal | Aantal 2× geel Totaal | Aantal rode kaarten Totaal |
| -------------------- | ----- | ---------------------------- | ------------------------------ | ------------------------- | ------------------------------ | ----- | ----------------------- | ------------------------- | -------------------- | ------------------------- | ----- | ------------------------ | -------------------------- | --------------------- | -------------------------- |
| Matthew Amoah        | 16    | 2                            | 1                              | 0                         | 0                              | 1     | 0                       | 0                         | 0                    | 0                         | 17    | 2                        | 1                          | 0                     | 0                          |
| Iliass Bel Hassani   | 27    | 2                            | 2                              | 0                         | 0                              | 3     | 0                       | 0                         | 0                    | 0                         | 30    | 2                        | 2                          | 0                     | 0                          |
| Joey Belterman       | 2     | 0                            | 0                              | 0                         | 0                              | 0     | 0                       | 0                         | 0                    | 0                         | 2     | 0                        | 0                          | 0                     | 0                          |
| Thomas Bruns         | 31    | 1                            | 5                              | 0                         | 0                              | 3     | 1                       | 1                         | 0                    | 0                         | 34    | 2                        | 6                          | 0                     | 0                          |
| Simon Cziommer       | 25    | 2                            | 1                              | 1                         | 0                              | 2     | 1                       | 0                         | 0                    | 0                         | 27    | 3                        | 1                          | 1                     | 0                          |
| Jason Davidson       | 30    | 1                            | 6                              | 0                         | 0                              | 3     | 0                       | 0                         | 0                    | 0                         | 33    | 1                        | 6                          | 0                     | 0                          |
| Leon van Dijk        | 2     | 0                            | 1                              | 0                         | 0                              | 1     | 0                       | 0                         | 0                    | 0                         | 3     | 0                        | 1                          | 0                     | 0                          |
| Christian Dorda      | 7     | 0                            | 0                              | 0                         | 0                              | 0     | 0                       | 0                         | 0                    | 0                         | 7     | 0                        | 0                          | 0                     | 0                          |
| Lerin Duarte         | 5     | 3                            | 2                              | 0                         | 0                              | 0     | 0                       | 0                         | 0                    | 0                         | 5     | 3                        | 2                          | 0                     | 0                          |
| Edwin Gyasi          | 2     | 0                            | 0                              | 0                         | 0                              | 0     | 0                       | 0                         | 0                    | 0                         | 2     | 0                        | 0                          | 0                     | 0                          |
| Aleksei Kangaskolkka | 4     | 0                            | 1                              | 0                         | 0                              | 0     | 0                       | 0                         | 0                    | 0                         | 4     | 0                        | 1                          | 0                     | 0                          |
| Milano Koenders      | 15    | 0                            | 5                              | 0                         | 1                              | 0     | 0                       | 0                         | 0                    | 0                         | 15    | 0                        | 5                          | 0                     | 1                          |
| Bryan Linssen        | 31    | 11                           | 7                              | 0                         | 0                              | 3     | 2                       | 0                         | 0                    | 0                         | 34    | 13                       | 7                          | 0                     | 0                          |
| Jaroslav Navrátil    | 1     | 0                            | 0                              | 0                         | 0                              | 1     | 0                       | 0                         | 0                    | 0                         | 2     | 0                        | 0                          | 0                     | 0                          |
| Dragan Paljić        | 1     | 0                            | 0                              | 0                         | 0                              | 0     | 0                       | 0                         | 0                    | 0                         | 1     | 0                        | 0                          | 0                     | 0                          |
| Remko Pasveer        | 33    | 0                            | 2                              | 0                         | 0                              | 3     | 0                       | 0                         | 0                    | 0                         | 36    | 0                        | 2                          | 0                     | 0                          |
| Berry Powel          | 4     | 0                            | 0                              | 0                         | 0                              | 0     | 0                       | 0                         | 0                    | 0                         | 4     | 0                        | 0                          | 0                     | 0                          |
| Kwame Quansah        | 25    | 0                            | 4                              | 0                         | 0                              | 2     | 0                       | 0                         | 0                    | 0                         | 27    | 0                        | 4                          | 0                     | 0                          |
| Ben Rienstra         | 32    | 1                            | 5                              | 0                         | 0                              | 3     | 0                       | 0                         | 0                    | 0                         | 35    | 1                        | 5                          | 0                     | 0                          |
| Mikhail Rosheuvel    | 34    | 4                            | 1                              | 0                         | 0                              | 3     | 1                       | 0                         | 0                    | 0                         | 37    | 5                        | 1                          | 0                     | 0                          |
| Bart Schenkeveld     | 31    | 0                            | 5                              | 1                         | 0                              | 3     | 0                       | 0                         | 0                    | 0                         | 34    | 0                        | 5                          | 1                     | 0                          |
| Jens Jurn Streutker  | 11    | 1                            | 0                              | 0                         | 0                              | 2     | 0                       | 0                         | 0                    | 0                         | 13    | 1                        | 0                          | 0                     | 0                          |
| Mark Uth             | 28    | 8                            | 4                              | 0                         | 0                              | 3     | 2                       | 1                         | 0                    | 0                         | 31    | 10                       | 5                          | 0                     | 0                          |
| Oussama Tannane      | 23    | 4                            | 4                              | 0                         | 0                              | 1     | 0                       | 0                         | 0                    | 0                         | 24    | 4                        | 4                          | 0                     | 0                          |
| Dennis Telgenkamp    | 1     | 0                            | 0                              | 0                         | 0                              | 0     | 0                       | 0                         | 0                    | 0                         | 1     | 0                        | 0                          | 0                     | 0                          |
| Jeroen Veldmate      | 19    | 1                            | 3                              | 0                         | 1                              | 3     | 0                       | 0                         | 0                    | 0                         | 22    | 1                        | 3                          | 0                     | 1                          |
| Dario Vujičević      | 2     | 0                            | 1                              | 0                         | 0                              | 0     | 0                       | 0                         | 0                    | 0                         | 2     | 0                        | 1                          | 0                     | 0                          |
| Mike te Wierik       | 28    | 2                            | 5                              | 1                         | 0                              | 2     | 0                       | 0                         | 0                    | 0                         | 30    | 2                        | 5                          | 1                     | 0                          |
| Eigen Doel           | X     | 2                            | X                              | X                         | X                              | X     | 0                       | X                         | X                    | X                         | X     | 2                        | X                          | X                     | X                          |
| Totaal               | 34    | 45                           | 65                             | 3                         | 2                              | 3     | 7                       | 2                         | 0                    | 0                         | 37    | 52                       | 67                         | 3                     | 2                          |

## Voetnoten
ADO Den Haag ·
Ajax ·
AZ ·
SC Cambuur ·
Feyenoord ·
Go Ahead Eagles ·
FC Groningen ·
sc Heerenveen ·
Heracles Almelo ·
NAC Breda ·
N.E.C. ·
PEC Zwolle · 
PSV ·
RKC Waalwijk ·
Roda JC Kerkrade ·
FC Twente ·
FC Utrecht ·
Vitesse